# Anh Thu Nguyen Thi
Anh Thu Nguyen Thi, také Anna Thu Nguyenová (* 19. května 1992 Praha), je česká herečka a spisovatelka vietnamského původu.

## Život
Narodila se v Praze vietnamským rodičům. Žila též ve Švýcarsku, Londýně, Portugalsku a Mexiku. Studovala na Lee Strasberg Theatre & Film Institute v Hollywoodu a improvizační komedii na The Groundlings v Los Angeles. Na  Univerzitě Jižní Kalifornie získala bakalářský titul.

## Dílo
- THU NGUYEN, Anna (spoluautor: Ondřej Novotný). Outsider. 1. vydání. Brno: BizBooks, 2021.

## Filmografie
- Josef a Ly (TV seriál), Praha. 2004. Režie: Zuzana Zemanová-Hojdová.[4]
- Ulice (TV seriál), Praha. [5]